# كارل إي. نيلسن
كارل إي. نيلسن هو رسام توضيحي نرويجي، ولد في 22 يوليو 1945، وتوفي في 2 ديسمبر 2011.